# Métrorragie
Une métrorragie est un saignement de l'utérus en dehors des périodes de chaleurs pour les animaux non humains ou en dehors de la période des règles chez les humains.

## Médecinehumaine(gynécologie)
Saignement utérin survenant en dehors des règles. On peut avoir des métrorragies après la ménopause, lors de la pose d'un stérilet ou encore à cause d'une grossesse extra-utérine rompue. 
Dans ce dernier cas le fœtus peut s'être développé dans les trompes (au lieu de l'utérus) et ainsi rompre un vaisseau sanguin. La métrorragie peut ainsi signer un hémopéritoine. C'est une urgence médicale.
Le mot métrorragie ne préjuge en rien de l'abondance du saignement.
Il ne faut pas confondre métrorragie avec ménorragie, qui définit des règles anormalement longues et abondantes.

## Médecine vétérinaire
Une métrorragie est une hémorragie de l'utérus survenant en dehors des périodes normale des chaleurs.
Elle apparaît à la suite d'une tumeur de l'utérus, de l'ovaire ou à l'administration d'œstrogènes (avortement médical). Elle est parfois une complication de la gestation (avortement, saignement des zones d'insertion du placenta après la mise bas).

### Traitement
Le traitement dépend essentiellement de l'origine des saignements. Il peut être médicamenteux en cas de métrorragies dues à un déséquilibre hormonal, mais il peut aussi être chirurgical pour une grossesse extra-utérine par exemple.